# Margarita Galinovskaya
Margarita Víktorovna Galinovskaya (en ruso: Маргарита Викторовна Галиновская; Chitá, URSS, 19 de abril de 1968) es una deportista rusa que compitió en tiro con arco, en la modalidad de arco recurvo.
Ganó una medalla de bronce en el Campeonato Mundial de Tiro con Arco al Aire Libre de 2005 y dos medallas en el Campeonato Mundial de Tiro con Arco en Sala, en los años 1995 y 2001.
Además, obtuvo una medalla de oro en el Campeonato Europeo de Tiro con Arco al Aire Libre de 2002 y dos medallas de bronce en el Campeonato Europeo de Tiro con Arco en Sala, en los años 1996 y 2000.

## Palmarés internacional
| Campeonato Mundial al Aire Libre | Campeonato Mundial al Aire Libre | Campeonato Mundial al Aire Libre | Campeonato Mundial al Aire Libre |
| Año                              | Lugar                            | Medalla                          | Prueba                           |
| -------------------------------- | -------------------------------- | -------------------------------- | -------------------------------- |
| 2005                             | Madrid (España)                  | Medalla de bronce                | Equipo                           |
| Campeonato Mundial en Sala       |                                  |                                  |                                  |
| Año                              | Lugar                            | Medalla                          | Prueba                           |
| 1995                             | Birmingham (Reino Unido)         | Medalla de plata                 | Equipo                           |
| 2001                             | Florencia (Italia)               | Medalla de oro                   | Equipo                           |
| Campeonato Europeo al Aire Libre |                                  |                                  |                                  |
| Año                              | Lugar                            | Medalla                          | Prueba                           |
| 2002                             | Oulu (Finlandia)                 | Medalla de oro                   | Equipo                           |
| Campeonato Europeo en Sala       |                                  |                                  |                                  |
| Año                              | Lugar                            | Medalla                          | Prueba                           |
| 1996                             | Mol (Bélgica)                    | Medalla de bronce                | Equipo                           |
| 2000                             | Spała (Polonia)                  | Medalla de bronce                | Equipo                           |